# Horná Strehová
Horná Strehová (ungarisch Felsősztregova) ist eine Gemeinde im Süden der Slowakei mit 144 Einwohnern (Stand 31. Dezember 2024). Sie gehört zum Okres Veľký Krtíš, einem Kreis des Banskobystrický kraj.

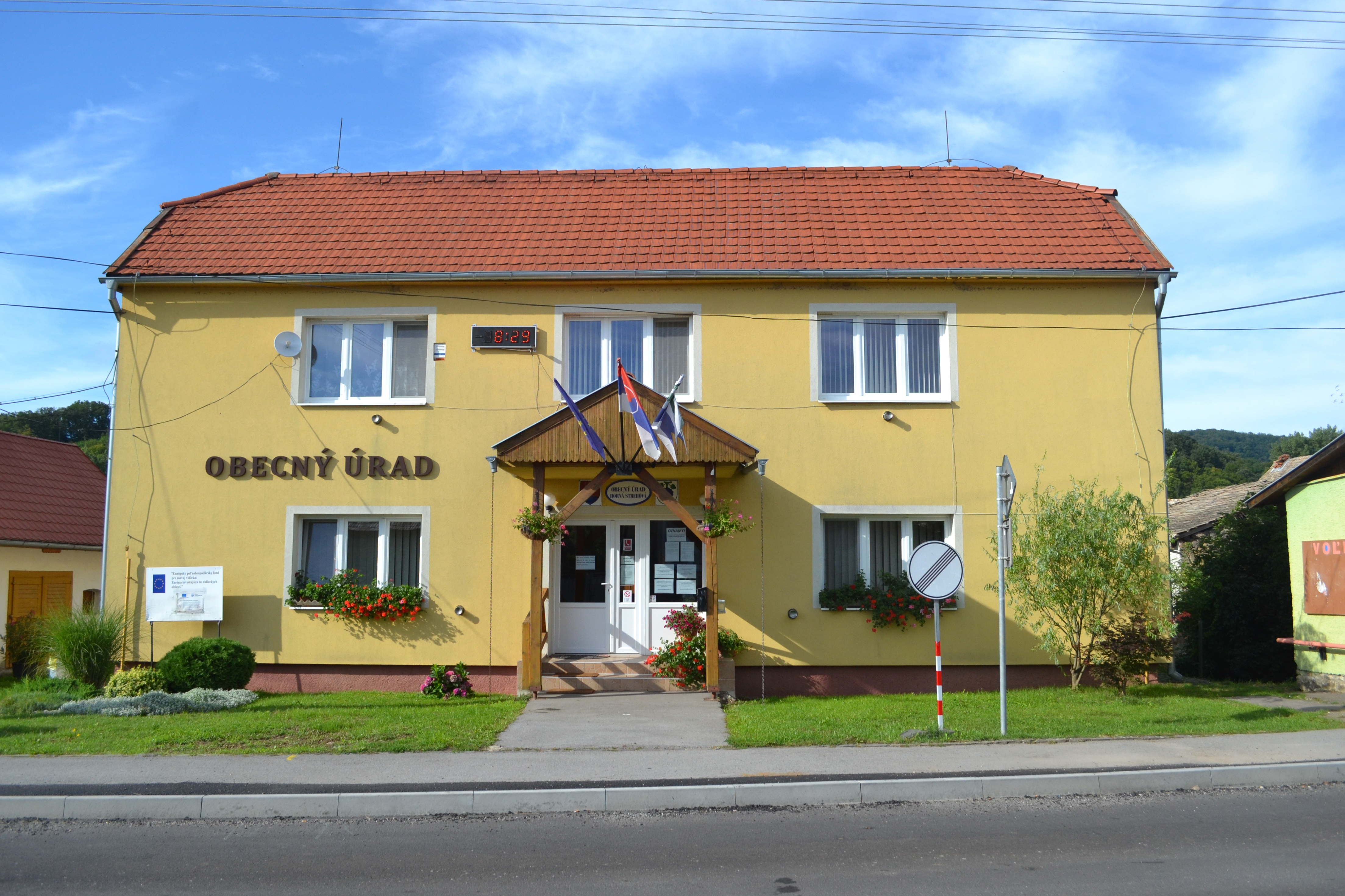
Gemeindeamt von Horná Strehová

## Geographie
Die Gemeinde befindet sich am südöstlichen Rand der Hochebene Krupinská planina im Tal des Flüsschens Tisovník. Das Ortszentrum liegt auf einer Höhe von 210 m n.m. und ist 15 Kilometer von Veľký Krtíš entfernt.
Nachbargemeinden sind Brusník im Norden, Chrťany im Nordosten und Osten, Vieska im Südosten, Slovenské Kľačany im Süden und Westen und erneut Brusník im Nordwesten.

## Geschichte
Horná Strehová wurde zum ersten Mal 1493 als Zthergowa schriftlich erwähnt, ist aber älteren Ursprungs. Zuerst war das Dorf Besitz des Geschlechts Aba, ab 1327 Szécsényi und später der Herrschaft der Burg Divín. Im 17. Jahrhundert wurden die Ansiedlungen zwischen den Herrschaften Blauenstein und Divín geteilt. Im 18. Jahrhundert gab es eine Gemeindebrauerei im Ort. 1828 zählte man 36 Häuser und 301 Einwohner, die als Landwirte beschäftigt waren.
Bis 1918/1919 gehörte der im Komitat Neograd liegende Ort zum Königreich Ungarn und kam danach zur Tschechoslowakei beziehungsweise heute Slowakei. 

## Bevölkerung
| Jahr                | 1994 | 2004    | 2014     | 2024     |
| ------------------- | ---- | ------- | -------- | -------- |
| Anzahl der Personen | 181  | 195     | 172      | 144      |
| Unterschied         |      | +7,73 % | −11,79 % | −16,27 % |

| Jahr                | 2023 | 2024 |
| ------------------- | ---- | ---- |
| Anzahl der Personen | 144  | 144  |
| Unterschied         |      | +0 % |

Gemäß der Volkszählung 2011 wohnten in Horná Strehová 180 Einwohner, davon 170 Slowaken und ein Kroate. Neun Einwohner machten keine Angabe zur Ethnie.
84 Einwohner bekannten sich zur Evangelischen Kirche A. B. und 63 Einwohner zur römisch-katholischen Kirche. 12 Einwohner waren konfessionslos und bei 21 Einwohnern wurde die Konfession nicht ermittelt.

## Bauwerke
- evangelische Kirche im barock-klassizistischen Stil aus dem Jahr 1776, im späten 19. Jahrhundert im neogotischen Stil neu gestaltet

## Verkehr
Durch Horná Strehová führt die Straße 2. Ordnung 591 zwischen Vígľaš und Slovenské Kľačany (Anschluss an die Straße 1. Ordnung 75) beziehungsweise Dolná Strehová.